# Al-Mustárshid

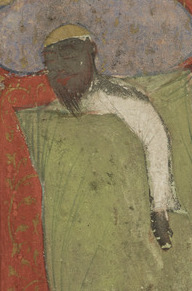
Al-Mustárshid

Al-Mustárshid (en árabe: المسترشد بالله al-mustaršid bi-llāh) fue un califa abasí de Bagdad, que gobernó entre 1118 y 1135.
Fue sucesor de su padre Al-Mustázhir. Su gobierno se caracterizó por una permanente inestabilidad política en un contexto de gran debilidad por parte del Califato abasí y de dominio de los turcos selyúcidas. Llevó a cabo una política de fortalecimiento y de independencia frente a estos, hasta que en 1135 fue derrotado y capturado por el sultán selyúcida Masud ibn Muhammad. Posteriormente murió, posiblemente asesinado por un miembro de la secta de los asesinos. Le sucedió, por breve tiempo, Al-Rashid.